# Tamas Vetö
Tamás Vetö (/Dåmasj Væddö/; født 20. maj 1935 i Budapest, død 29. maj 2025 i København) var en ungarsk dirigent, der fra 1957 boede i Danmark.
Vetö blev uddannet på Liszt-akademiet i Budapest som pianist og dirigent og akkompagnerede mange danske sangere, bl.a. på grammofonindspilninger. Han er især kendt som en kordirigent, der brændte for den ny musik og med indlevelse og temperament arbejdede med kor som Cantilenakoret, DR Radiokoret, Det Kongelige Operakor, Ars Nova og Studenter-Sangforeningen. 
Som orkesterdirigent var Tamás Vetö fra 1984 til 1987 tilknyttet Odense Symfoniorkester som chef. Derudover dirigerede  han talrige koncerter med Radiosymfoniorkestret og ledede med Den Jyske Opera opførelser af Wagners Nibelungens Ring og Stravinskys Lastens Vej.